# Пердикка III
Пердикка III (др.-греч. Περδίκκας Γ΄) — македонский царь, правивший в 365—359 г. до н. э.
Пердикка, сын царя Аминты III, взошёл на престол Македонии, убив регента Птолемея Алорита, правившего Македонией на правах опекунства. Продолжая политику своего прадеда Пердикки II, нынешний Пердикка воевал с Афинами против Олинфа, и с Амфиполем против Афин. В разраставшемся конфликте между Фивами и Афинами, Пердикка выбрал Фивы, и в Македонию возвратились некоторые из заложников, взятых, чтобы контролировать Птолемея. Склонный к наукам, Пердикка окружил себя философами и геометрами, как именовались в Греции представители точных наук. Один из них, Евфрей, был рекомендован македонскому царю Платоном.
Едва ли достигнув 30 лет, он в 359 до н. э. погиб в сражении с иллирийцами, где кроме него пало ещё 4 тысячи македонцев (Диодор: 15.71, 16.2). Пердикке наследовал его сын Аминта, но за малолетством его отодвинул от престола Филипп, брат Пердикки. Позднее Аминту казнил в начале своего правления Александр Великий как нежелательного претендента на престол.